# I Want to Escape from Princess Lessons
I Want to Escape from Princess Lessons (яп. 妃教育から逃げたい私, Kisaki Kyōiku kara Nigetai Watashi, укр. Я хочу втекти від придворної освіти) — серія ранобе, написана Ізумі Савано та ілюстрована Міру Юмесаґі. Вона публікувалася онлайн з серпня 2018 по травень 2019 року на сайті Shōsetsuka ni Narō. Згодом її придбало видавництво Shufu to Seikatsu Sha, яке випустило два томи з квітня 2019 по березень 2020 року під імпринтом PASH! Books.
Адаптація у вигляді манґи з ілюстраціями Урі Суґати почала виходити онлайн на вебсайті PASH UP! видавництва Shufu to Seikatsu Sha з березня 2020 року і на сьогодні зібрана у шість танкобонів. Як ранобе так і манґа були ліцензовані в Північній Америці компанією J-Novel Club. Аніме-адаптація у форматі телевізійного серіалу, створена студією EMT Squared, вийшла у січні 2025 року.

## Сюжет
Дочка герцога Летиція «Летті» Дорман була заручена з кронпринцом Кларком у семирічному віці. Колись життєрадісна та вільна дівчина, тепер вона відчуває себе пригніченою через сувору освіту, спрямовану на те, щоб зробити її гідною майбутньою принцесою. Бажаючи, щоб принц колись зацікавився кимось іншим, вона радіє, побачивши, як Кларк з'являється на королівському балу з іншою жінкою. Вважаючи, що її мрія здійснилася, а заручини розірвано, Летті вирішує розпочати просте життя в сільській місцевості.
Однак її новознайдений спокій порушується, коли Кларк з'являється, заявляючи, що їхні заручини все ще дійсні. Кларк твердо налаштований завоювати серце Летті й одружитися з нею, тоді як Летті рішуче прагне протистояти його чарам і втекти. Історія розповідає про напружену битву волі, що розгортається між ними.

## Персонажі
Летиція Дорман (яп. レティシア・ドルマン, Retishia Doruman)
Сейю: Харука Шіраіші
Принц Кларк (яп. クラーク, Kurāku)
Сейю: Фукуяма Дзюн
Надір (яп. ナディル, Nadiru)
Сейю: Ватару Хатано
Бріанна (яп. ブリアナ, Buriana)
Сейю: Юка Сайто
Луї (яп. ルイ, Rui)
Сейю: Шун Хорі
Лайл (яп. ライル, Rairu)
Сейю: Шуньїчі Токі
Лілі (яп. リリー, Rirī)
Сейю: Міе Сонозакі
Марія (яп. マリア)
Сейю: Ріє Суегара

## Медіа

### Ранобе
Серія ранобе написана Ізумі Савано, публікувалася сайті Shōsetsuka ni Narō з 12 серпня 2018 по 11 травня 2019 року. Згодом її придбало видавництво Shufu to Seikatsu Sha, яке випустило два томи з ілюстраціями Міру Юмесаґі в період з 26 квітня 2019 по 27 березня 2020 року під імпринтом PASH! Books. Додатковий третій том був опублікований у форматі паперової книги 31 травня 2024 року.
Під час свого панельного заходу на Anime Expo 2023 компанія J-Novel Club оголосила, що отримала ліцензію на публікацію ранобе англійською мовою.
| № | Дата виходу     | ISBN                   |
| - | --------------- | ---------------------- |
| 1 | 26 квітня 2019  | ISBN 978-4-391-15322-4 |
| 2 | 27 березня 2020 | ISBN 978-4-391-15463-4 |
| 3 | 31 травня 2024  | ISBN 978-4-391-16253-0 |

### Манґа
Адаптація у вигляді манґи з ілюстраціями Урі Суґати почала серіалізацію на вебсайті PASH UP! видавництва Shufu to Seikatsu Sha 25 березня 2020 року. Станом на грудень 2024 року його розділи зібрано в шість томів.
15 вересня 2023 року J-Novel Club оголосила, що також отримала ліцензію на адаптацію манґи. Seven Seas Entertainment також ліцензувала мангу.
| № | Дата виходу       | ISBN                   |
| - | ----------------- | ---------------------- |
| 1 | 27 листопада 2020 | ISBN 978-4-391-15532-7 |
| 2 | 7 травня 2021     | ISBN 978-4-391-15600-3 |
| 3 | 4 березня 2022    | ISBN 978-4-391-15733-8 |
| 4 | 2 травня 2023     | ISBN 978-4-391-15955-4 |
| 5 | 2 листопада 2023  | ISBN 978-4-391-16108-3 |
| 6 | 6 грудня 2024     | ISBN 978-4-391-16399-5 |

### Аніме
Аніме-адаптацію у форматі телевізійного серіалу було анонсовано 2 листопада 2023 року. Виробництвом займається студія EMT Squared, режисером виступив Шінобу Таґашіра, серіальні сценарії написала Томоко Канемакі, дизайном персонажів займався Таґашіра, а музику створили Юкі Хаяші та Наоюкі Чікатані. Серіал вийшов 5 січня 2025 року на Tokyo MX та інших каналах і складається з 12 епізодів. Початкова пісня: «Kimi to Shika Koi Shinai» (яп. 君としか恋しない) Джуна Фукуями, а кінцевою темою є «Alibi na Courtesy» (яп. アリバイなカーテシー) від Dialogue+. Crunchyroll транслює серіал. Muse Communication ліцензувала серіал у Південно-Східній Азії.

## Обсяг
Станом на листопад 2023 року серія має 1,2 мільйона копій у обігу.